# Grande Prêmio da Índia
O Grande Prêmio da Índia foi uma corrida do Campeonato Mundial de Fórmula 1, realizada no Circuito Internacional de Buddh em Greater Noida, Utar Pradexe.
A primeira edição ocorreu em 30 de outubro de 2011, como a 17ª corrida do campeonato Mundial de Fórmula 1 de 2011. A corrida inaugural foi vencida pelo alemão Sebastian Vettel.
A Jaypee Sports International Limited era a organizadora da corrida de Fórmula 1 na Índia e assinou um contrato de cinco anos com a Formula One Management (FOM) para sediar a prova no país.
Em agosto de 2013, a FIA anunciou que o Grande Prêmio da Índia deixaria de ser disputado em 2014 antes de retornar a um slot de início da temporada em 2015. Posteriormente, por causa de uma disputa fiscal com o governo Utar Pradexe, isso também foi descartado e a corrida não retornaria para a temporada de 2016.

## História

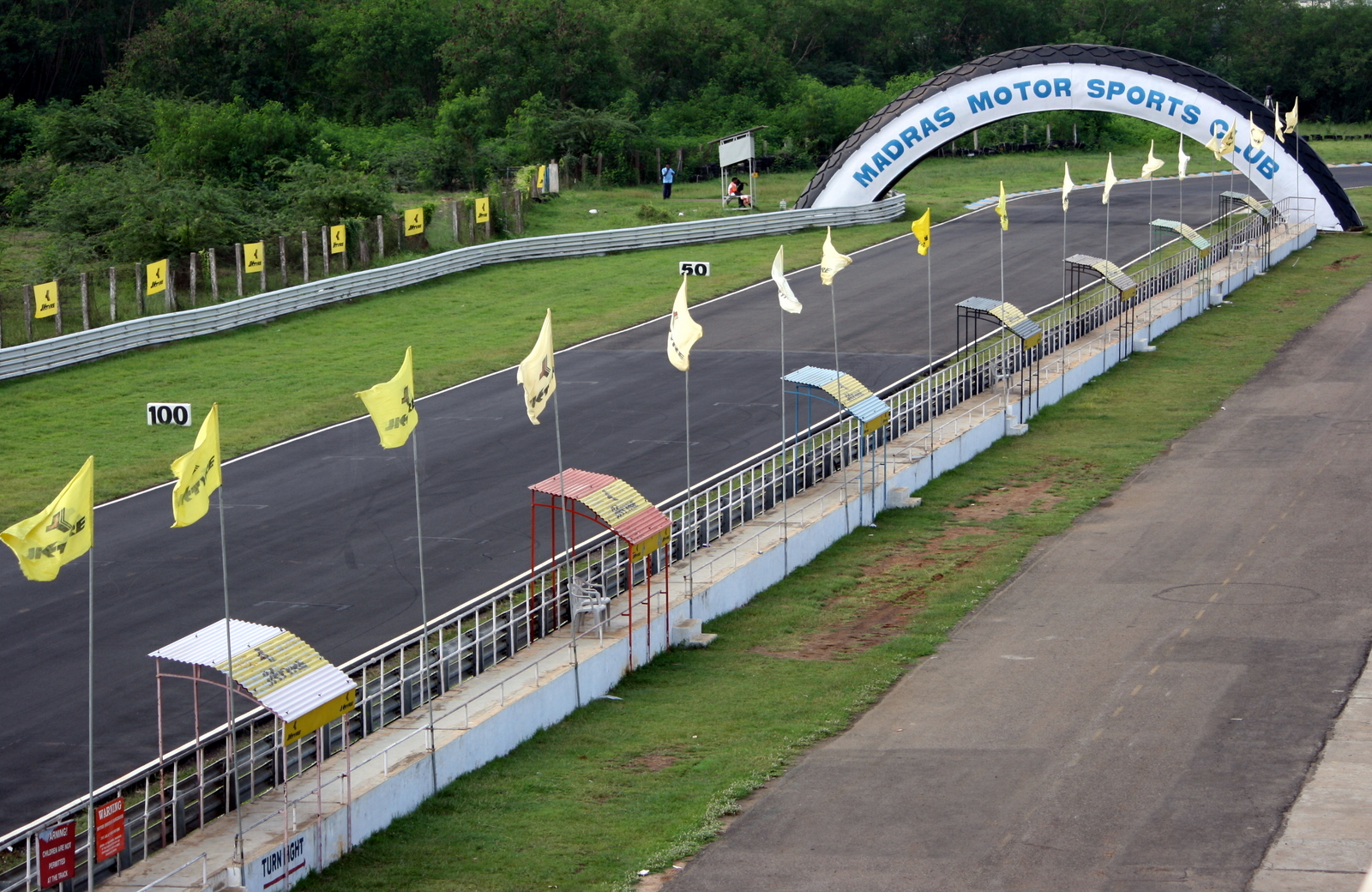
A Irungattukottai Race Track, em Chenai

Em 1997, houve planos para acolher um Grande Prémio da Índia em Calcutá. Em 2003, a Índia tinha apenas dois circuitos permanentes, um em Chenai (Irungattukottai), e outro em Coimbatore (Kari Memorial Speedway). Nessa altura dois sítios de 242.81ha nos arredoress de Bangalor foram analisados. Também no estado de Andra Pradexe, o ministro-chefe Chandrababu Naidu reservou 607.3ha de terreno perto do aeroporto de Haiderabade. Vicky Chandhok, pai de Karun Chandhok, afirmou numa entrevista que "Andra Pradexe está mesmo a apoiar isto como nenhum outro estado! É óptimo ver um ministro-chefe a esforçar-se tanto. Bangalor é uma óptima localização principalmente por causa do tempo". Em Dezembro de 2003, um pré-acordo de sete anos para acolher um GP em Haiderabade em 2007 foi assinado. A pista iria ser construída perto da vila de Gopanapally, nas periferias de Haiderabade, e consistia em 553.21 ha de terreno.
Contudo, em 2004, houve concorrência de Bombaim, para mudar a pista d Haiderabade para Bombaim.
O patrão da F1, Bernie Ecclestone, esperava que a Índia acolhesse um GP em três anos, visando localizar o circuito em Haiderabade ou Bombaim. But in the end these projects never realised, possibly due to anti-tobacco legislation, e uma mudança na política governamental.
Ambos os projectos foram declarados "mortos" na segunda metade de 2004, quando o governo de Bombaim decidiu "não gastar dinheiro em fumos de carros enquanto há problemas mais sérios",
e a localização em Haiderabade foi convertida num parque para empresas de tecnologia. Contudo, sítios em Bombaim ficaram ainda sob análise (Gorai e Navi Mumbai). Em 2005, Narain Karthikeyan esteve para atuar em Bombaim num carro de Fórmula 1 da Jordan, mas a rua provou estar muito instável.
Em 2007, restavam cinco localizações na corrida para acolher o GP da Índia: Bangalor, o distrito de Gurgaon, no estado de Harianá, um circuito permanente algures perto de Nova Deli, um circuito urbano em Nova Deli, como proposto por Vijay Mallya, e um sítio em Lucknow, Utar Pradexe.
Após meses de negociações, a Associação Olímpica Indiana (IOA) e Bernie Ecclestone anunciaram em junho de 2007 um acordo provisório para a Índia acolher o primeiro GP na temporada de Fórmula 1 de 2009. A pista seria construída em Gurgaon, conforme recomendado pelo arquitecto Hermann Tilke.
Contudo, em setembro de 2007, o IOA anunciou que a corrida de estreia teria lugar em 2010, no Circuito Internacional de Buddh, em Greater Noida. Depois de mais avaliações das calendarizações, Bernie Ecclestone anunciou em setembro de 2008 que o GP da Índia tinha sido atrasado para 2011.
Em outubro de 2008, a equipe Renault exibiu o seu carro numa viagem ao longo de todos os sítios que foram anteriormente ligados a um possível circuito de Fórmula 1 na Índia (exceto Bombaim): Gurgaon, Lucknow, Bangalor, Haiderabade e Calcutá, e em Novembro de 2008 também atuaram numa demonstração de rua em Rajpath (Porta da Índia), Nova Deli, com o carro a ser pilotado por Nelson Angelo Piquet. Em agosto de 2009, a McLaren exibiu o seu carro em Lucknow. A 11 de outubro de 2009, a equipe Red Bull Racing deu uma demonstração em Bombaim. David Coulthard pilotou o carro da Red Bull F1 à volta de uma ponte de Bombaim, a Bandra Worli Sealink.

## O circuito

As corridas foram realizadas no Circuito Internacional de Buddh em Greater Noida, a 50 km de Deli.

O circuito tem 5,1 quilómetros e foi desenhado pelo designer de circuitos de Fórmula 1 Hermann Tilke. O contrato de 10 anos para a corrida foi dado à empresa indiana de construção Jaiprakash Associates.
Samir Gaur, MD e CEO da JPSK Sports, uma subsidiária da Jaiprakash Associates, afirmou que "A aquisição de terreno para a pista de 5,5 km está aprovada e esperamos a conclusão do exercício por fevereiro. O designer e o empreiteiro para o trabalho também, foram finalizados e temos a certeza de ter a pista pronta em Fevereiro de 2011, a tempo do campeonato." De acordo com Ashok Khurana, vice-presidente executivo da JPSK, a área central do circuito iria ter mais de 4000 lugares e construir a infraestrutura do circuito iria custar 216 milhões de euros.
O último desenvolvimento (Janeiro de 2010) com o circuito na Índia foi a designação de Mark Hughes, antigo número 2 do Circuito Internacional do Barém durante 5 anos e também conselheiro do Circuito de Yas Marina para o seu primeiro GP no fim de 2009.

## Benefícios económicos
Deli viu bastantes desenvolvimentos de infraestruturas para os Jogos Commonwealth 2010. Contudo, nenhum fundo direto foi fornecido para um GP da Índia.
Segundo os peritos, os benefícios de uma economia emergente como a Índia se juntar ao calendário da F1 são claros. Não só a indústria turística e hoteleira têm um aumento imediato, como também o perfil do país subiria.
Os peritos são também da opinião que quando arrancar o GP da Índia, este tem potencial para gerar um retorno de cerca de 133 milhões de euros e empregar 10 mil pessoas. A oportunidade de publicidade entre os construtores e a F1 não pode ser ignorada.

## Reações
O empresário Vijay Mallya disse após assinar um acordo de patrocínio entre a sua Kingfisher Airlines e a equipa Force India que estava confiante que o desporto iria para o subcontinente indiano. "Tem sido sempre meu sonho trazer a Fórmula 1 para a Índia," disse numa conferência noticiosa à margem do lançamento do carro da Force India em 2008. "O governo de Deli, penso que quer realmente a Fórmula Um na Índia e estou optimista que talvez possamos acolher a nossa primeira corrida em 2009."
Quer a Associação de Automobilismo da Índia e a Federação de Clubes Automóveis da Índia expressaram algum cepticismo. O presidente da última, Rajat Mazumbar, disse que "A única corporação autorizada que pode organizar automobilismo na Índia é a nossa" apesar do acordo que foi assinado com a Associação Olímpica Indiana.
A consciência crescente levou à popularidade do merchandise, bilhetes de Fórmula 1, e viagens a destinos da Fórmula 1.

## Recordes do Grande Prêmio da Índia
- Melhor volta em corrida: Sebastian Vettel, com 1min 27s 249 (2011, Red Bull Racing-Renault)
- Pole Position: Sebastian Vettel, com 1min 24s 178 (2011, Red Bull Racing-Renault)

## Vencedores do GP da Índia

### Por ano
| Ano  | Piloto           | Construtor              | Local         | Resumo   |
| ---- | ---------------- | ----------------------- | ------------- | -------- |
| 2011 | Sebastian Vettel | Red Bull Racing-Renault | Greater Noida | Detalhes |
| 2012 | Sebastian Vettel | Red Bull Racing-Renault | Greater Noida | Detalhes |
| 2013 | Sebastian Vettel | Red Bull Racing-Renault | Greater Noida | Detalhes |

### Por pilotos que mais venceram
| Vitórias | Pilotos          | Edições          |
| -------- | ---------------- | ---------------- |
| 3        | Sebastian Vettel | 2011, 2012, 2013 |

### Por equipes que mais venceram
| Vitórias | Construtor      | Edições          |
| -------- | --------------- | ---------------- |
| 3        | Red Bull Racing | 2011, 2012, 2013 |

### Por país
| Vitórias | País     | Edições          |
| -------- | -------- | ---------------- |
| 3        | Alemanha | 2011, 2012, 2013 |

## Lingaçõs externas
- IndianGrandPrix.net - Website não-oficial do GP da Índia
- Formula1.com
- India aceita acordo de Grande Prémio - BBC News